# Berchemia cinerascens
Berchemia cinerascens là một loài thực vật có hoa trong họ Táo. Loài này được (Blume) Miq. mô tả khoa học đầu tiên năm 1856.